# Chloroclanis
Chloroclanis is een geslacht van vlinders uit de onderfamilie Smerinthinae van de familie pijlstaarten (Sphingidae).

## Soorten
- Chloroclanis virescens (Butler, 1882)